# Хрістос Адамідіс
Хрі́стос Адамі́діс (грец. Χρήστος Αδαμίδης; нар. 15 червня 1885 Яніна — пом. 7 серпня 1949, Афіни) — один з піонерів грецької авіації, учасник Балканських воєн 1912-1913 років, генерал авіації.

## Біографія
Народився 15 червня 1885 року місті Яніна, Епір, який тоді був у складі Османської імперії. У 1911 році Адамідіс, тоді офіцер-кавалерист, був включений в групу з 6 офіцерів, які були надіслані до Франції для проходження льотного навчання, щоб потім продовжити службу в тільки-що сформованому авіаційному об'єднанні армії.
На початку Першої Балканської війни Адамідіс був направлений в Епір, де проводив повітряну розвідку і бомбардування передмість Яніни. У його завдання також входило скидання продовольства для голодуючого населення міста.
Грецька армія здобула перемогу над турками і вступила до міста 21 лютого 1913 року. В цей же день Адамідіс посадив свій Farman MF.7 на площі перед мерією рідного міста, під вигуки своїх земляків.

## Подальша кар'єра
У 1927 році полковник Адамідіс очолив Авіаційну службу армії.
У червні 1928 року спільно з лейтенантом Евангелосом Пападакісом здійснив політ навколо Середземного моря на літаку Breguet 19. Політ тривав 20 днів, під час яких пілоти пролетіли 12 000 км, що стало досягненням для грецької авіації тих років.
У 1931 році ВПС стали окремим видом військ в грецькій армії, після чого Адамідіс, який отримав звання генерала, був призначений директором навігаційної служби авіації.
Помер генерал Адамідіс в 1949 році в Афінах.